# اتاق آفتابگیر

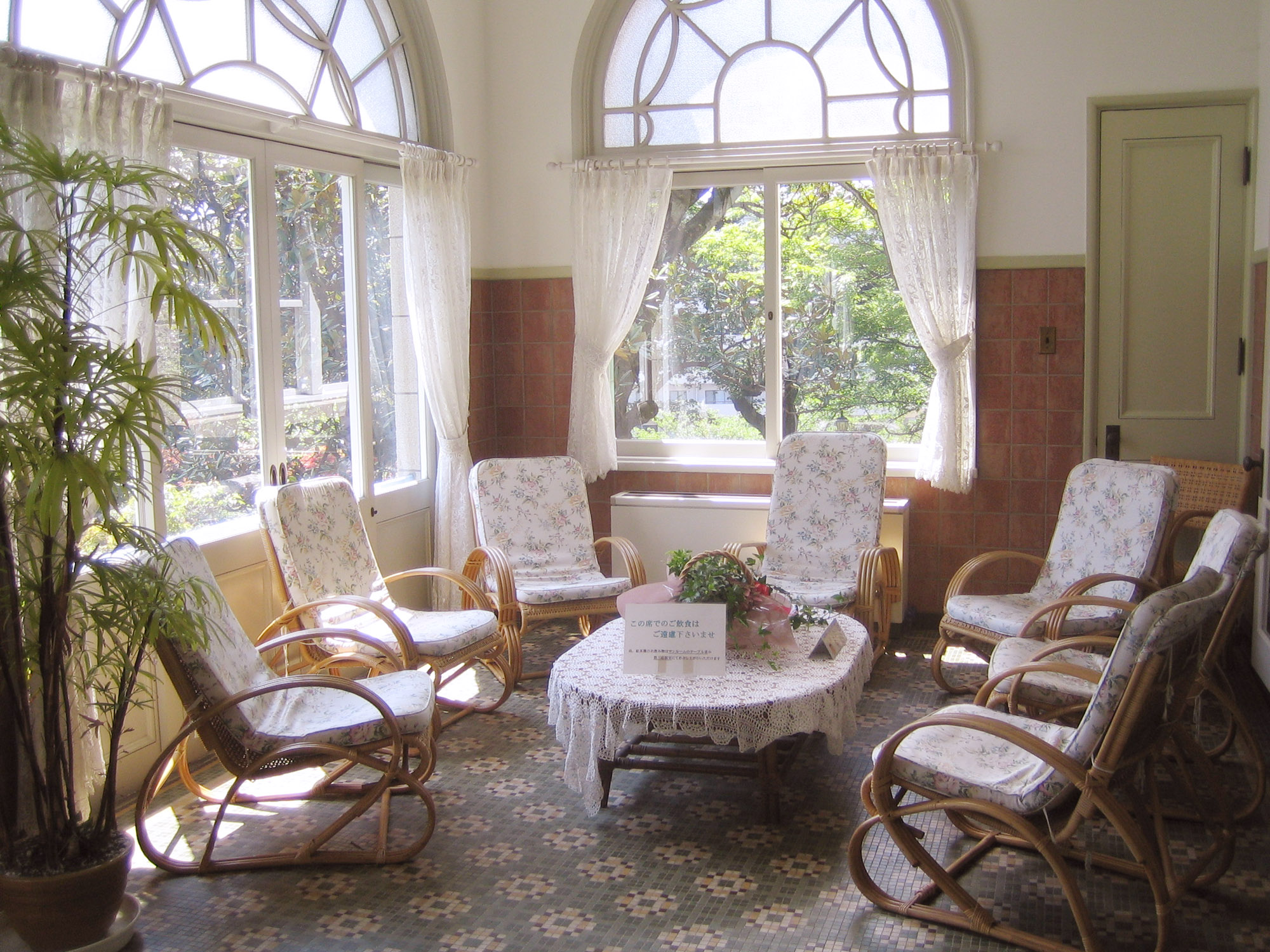
یک اتاق آفتابگیر در توکیو

اتاق آفتابگیر اتاق یا ایوانی با پوشش شیشه‌ای است که برای حفظ و جذب گرمای خورشید در کشورهای سردسیر و منعکس نمودن آن در کشورهای گرمسیر و برای نمایش مناظر زیبا طراحی شده است. اتاق‌های آفتابگیر ممکن است شامل طراحی ساختمان خورشیدی غیرفعال باشند تا گرم و پرنور شوند.